# Simone Laudehr
Simone Laudehr, född den 12 juli 1986 i Regensburg i Bayern, är en tysk fotbollsspelare. Vid fotbollsturneringen under OS 2008 i Peking deltog hon i det tyska lag som tog brons.